# Битка на Орешким ливадама
Битка на Орешким ливадама је битка између српских четника из Македоније и македонских Бугара на простору западног Повардарја која се десила 10. мај 1905. године.
Догађај се десио месец дана по преласку српских чета преко српско-османске границе. Чета капетана Рајковића и Јована Бабунског вешто је избјегавала непотребне сукобе са бугарским четама и турским потерама. Чете су се састале код Прилепа заједно са четом Глигора Соколовића и Тренка Рујановића. Глигорова и Тренкова чета су биле наоружане застарелим берданкама и мартинкама, па су биле принуђене да избјегавају сукобе са великим бугарским четама наоружаним модерним манлихеркама.
Чету Јована Бабунског су јуриле бугарске чете војводе Димитрова и Шиварова од преласка реке Вардар, што је касније потврђено запленом архива Стефана Димитрова. Страх од бугарских комита је био толики да су становници велешког Азота молили Бабунског да не улази у њихова села због бугарских претња. Након убиства двоје Срба Бугара су спремали убиство попа Атанаса и Темељка из Ораов Дола. Иста судбина била је намењена и Давиду Димитријевићу, управитељу српских школа у Велешкој кази. Последица тих акција Рајковић је одлучио да са четама Глигора, Тренка и Бабунског уништи чету Стефана Димитрова (50 комита), која се тада налазила на планини изнад Ореша (село на граници Велешке казе и Пореча).
Дана 10. маја 1905. године, док се распојасана бугарска чета одмарала на Орешким ливадама, осећајући се толико сигурном да ни страже није поставила, нечујно су је опколили српски четници. Према договору половина четника, предводећи Глигором, заузела је положаје изнад бугарске чете. Друга половина са Рајковићем, Бабунским и Тренком налазила се испод бугарске чете, у буковој шуми. Глигорова група изнад Бугара отворила је ватру на изненађене комите, који су потрчали да беже у шуму, где их је дочекала ватра осталих четника. Димитров је, јурећи на челу неколицине комита јуришао на према дрвету где су били Рајковић, бабунски и Тренко. Но комите су пале покошене, а Стефан Димитров је био рањен. Према речима четника испуцао је пушком у ваздух и јауком рекао зашто мора бити убијен од српског куршума, а не од турског мача. Бугарски војвода Стефан Димитров је ту и убијен.
Срби у овој борби нису имали губитака, док је 15 Бугара убијено, 30 рањено а петоро их је побегло. Запењено је 45 гуњева, толико пушака, четна архива, муниција, бомбе, динамит и апотека. Најважније, српски четници добили нове манлихер пушке (преоружана су Глигоровба и Тренкова чета). Овом борбом капетан Рајковић је започео каријеру најуспешнијег шефа Горског штаба током акције у Македонији, тиме и потискивање Бугара из западног Повардарја.